# Terras de Bouro
Terras de Bouro is een plaats en gemeente in het Portugese district Braga.
De gemeente heeft een totale oppervlakte van 278 km² en telde 8350 inwoners in 2001.

## Plaatsen in de gemeente
- Balança
- Brufe
- Campo do Gerês
- Carvalheira
- Chamoim
- Chorense
- Cibões
- Covide
- Gondoriz
- Moimenta
- Monte
- Ribeira
- Rio Caldo
- Souto
- Valdosende
- Vilar
- Vilar da Veiga

Amares · Barcelos · Braga · Cabeceiras de Basto · Celorico de Basto · Esposende · Fafe · Guimarães · Póvoa de Lanhoso · Terras de Bouro · Vieira do Minho · Vila Nova de Famalicão · Vila Verde · Vizela